# Штоколов (хутор)
Штоколов — хутор в Каменском районе Ростовской области.
Входит в состав Пиховкинского сельского поселения.

## Население
| 2010 |
| ---- |
| 6    |

## Улицы
На хуторе имеется одна улица: Бригадная.